# Edificio Riviere
El edificio Riviere es un edificio comercial histórico ubicado en 405 West 3rd Street en Thibodaux, Luisiana .Construida en 1900, la estructura es un edificio comercial de dos pisos de ladrillo de estilo italiano con un elaborado frente de metal prensado. La fachada fue completamente restaurada en algún momento entre 2013 y 2016.
El edificio fue incluido en el Registro Nacional de Lugares Históricos el 5 de marzo de 1986. 